# Project Justice
Project Justice, lançado no Japão como 燃えろ!ジャスティス学園 (Moero! Justice Gakuen, Burning! Justice Academy) e sufixado com a legenda Rival Schools 2 na América Latina e Europa, é um jogo de luta desenvolvido e lançado pela Capcom. É a sequência de Rival Schools: United by Fate e o segundo jogo da série Rival Schools.

## Jogabilidade
O sistema de luta de Project Justice é trazido do original Rival Schools, com algumas mudanças notáveis. O jogo continua a ser de luta de times, mas de trio ao invés de dupla. isto permite que outro ataque Team-Up seja feito na luta, mas também adiciona novos tipos de ataques, o Party-Up, iniciado pelo pressionamento de qualquer dos três botões de ataque. O Party-Up é um ataque de três pessoas que varia baseado no personagem de qual escola você colocou para lutar no momento.
O parceiro adicional também permite que o jogador cancele o Team-Up do oponente fazendo ele mesmo o comando Team-Up. Isto inicia uma seqüência curta de luta entre um personagem de cada time. Se a pessoa que inicia a seqüência tem êxito em dar a primeira pancada durante a seqüência antes que o tempo acabe, o Team-Up que fizeram será cancelado, e o jogo volta para a luta principal; se o jogador oposto recebe a primeira pancada ou o tempo acaba, o Team-Up continua normalmente.
Adicionalmente, a barra de 'vigor' em Project Justice é limitada para 5 níveis (caiu de 9 de Rival Schools), com Party-Ups requirindo todos 5 níveis, Team-Ups continuam custando dois níveis, e qualquer tentativa (sucedida ou não) para cancelar um Team-Up custará um nível.
Também trazido do primeiro jogo, a seqüência do Dreamcast de Project Justice no Japão inclui um modo de criação de personagem que permite ao jogador criar seus próprios lutadores que podem ser usados em todos os modos, exceto no modo single player. Entretanto, a criação de personagem em Project Justice é em forma de jogo de tabuleiro, que se passa durante um festival inter-escolar, ao invés de simulação de personagem como em Rival Schools. Como o modo School Life no primeiro Rival Schools, este jogo de tabuleiro não está incluso nas versões ocidentais de Project Justice por levar bastante tempo para fazerem a tradução do modo. Ao invés disso, diversos sub-personagens destraváveis foram inclusos nessas versões, construídos das partes de criação de personagem da versão japonesa.

## Estilo
Como no jogo original, o combate em Project Justice é muito irônico. Muitos dos personagens usam seu campo acadêmico de excelência esportivo como estilo de luta (por exemplo Futebol, Natação, Música, Fisioterapia) e como resultado, movimentos especiais - em particular os ataques em dupla - tendem a ter uma borda surreal, com métodos para infligir dano ao oponente nos limites de: forçá-los a tomar parte em uma peleja improvisada de nado sincronizado (em terra seca); confundindo-os por tirar fotos em uma entrevista rápida para o jornal da escola, ou até mesmo repreendendo-os tão severamente que eles caem inconscientes de vergonha.

## Trama
O modo single player de Project Justice' foi estruturado diferentemente de seu predecessor. Enquanto Rival Schools somente entra no modo história se os personagens da mesma escola forem selecionados, o jogo em vez disso tem modos de Story e Free separados.
- No modo Story, os jogadores selecionam uma parte da história agrupada pela escola e jogam em uma linha de história rígida com o com um grupo limitado de 2 para 6 personagens que o jogador pode escolher para cada luta. Como o jogo original, cada luta no modo história é acompanhada com uma tradicional animação em 2D que avançam a história.  Em algumas histórias, a conspiração vai se diversificar dependendo dos resultados de certas lutas ou decisões tomadas pelo jogador, modificando as lutas que o jogador enfrenta. Depois de lutar o chefe do jogo, um fim da história da escola é mostrado.
- No modo Free, os jogadores selecionam um trio e lutam aleatoriamente outros trios até chegar no chefe final, similar à seleção de dois personagens de escolas diferentes em Rival Schools. Depois de derrotar o chefe, ao jogador é mostrado uma tela onde mostra as notas da performance do jogador, e dá um rank nomeado com o nome do personagem usado ao longo do jogo.[5]

## Personagens
O jogo conta com todos personagens de seu primeiro título e mais uma quantidade significante de personagens novos.

### Taiyo High School
- Batsu Ichimonji
- Hinata Wakaba
- Kyosuke Kagami
- Hayato Nekketsu
- Ran Hibiki
- Chairperson

### Gorin High School
- Shoma Sawamura
- Natsu Ayuhara
- Roberto Miura
- Nagare Namikawa
- Momo Karuizawa

### Gedo High School
- Daigo Kazama
- Eiji "Edge" Yamada
- Gan Isurugi

### Pacific High School
- Boman Delgado

#### Unlockable characters
- Roy Bromwell
- Tiffany Lords

### Seijyun Girls High School
- Akira Kazama
- Yurika Kirishima
- Aoi Himezaki "Zaki"

### Justice High School
- Hideo Shimazu
- Kyoko Minazuki

#### Personagens destraváveis
- Hyo Imawano
- Kurow Kirishima

### Personagens alternativos

#### Personagens destraváveis
- Burning Batsu (um Batsu bem mais forte)
- Vatsu (Kurow disfarçado como Batsu)
- Powered Akira (Akira usando sua roupa original do Rival Schools)
- Wild Daigo (um Daigo que sofreu lavagem cerebral e berseker)
- Demon Hyo (Hyo possesso por seu pai; chefe final do jogo)